# Norman Pogson
| Asteroides descoberts : 8 | Asteroides descoberts : 8 |
| ------------------------- | ------------------------- |
| (42) Isis                 | 23 de maig de 1856        |
| (43) Ariadne              | 15 d'abril de 1857        |
| (46) Hestia               | 16 d'agost de 1857        |
| (67) Asia                 | 17 d'abril de 1861        |
| (80) Sappho               | 2 de maig de 1864         |
| (87) Sylvia               | 16 de maig de 1866        |
| (107) Camilla             | 17 de novembre de 1868    |
| (245) Vera                | 6 de febrer de 1885       |

Norman Robert Pogson (Nottingham, 23 de març de 1829 - Chennai, 23 de juny de 1891), va ser un astrònom britànic.

## Biografia
Als 18 anys Pogson ja havia calculat les òrbites de dos estels. L'any 1851 va començar a treballar com a ajudant a l'Observatori Radcliffe d'Oxford i l'any 1860 es va traslladar a Madràs (Índia) on va exercir el càrrec d'astrònom del govern i va dirigir l'Observatori de Madràs fins a la seva mort. Al llarg de la seva carrera va descobrir vuit asteroides i 21 estels variables.
La seva major contribució a l'astronomia va ser observar que en el sistema d'expressar la magnitud aparent dels estels proposat per Hiparc de Nicea, els estels de primera magnitud són al voltant de cent vegades més brillants que els de sisena magnitud. L'any 1856 va proposar adoptar aquest sistema en el qual cada decrement en l'escala de magnitud aparent representa un descens de la lluentor igual a l'arrel cinquena de 100 (≈ 2.512), constant denominada raó de Pogson:
La magnitud aparent dels estels està donada per la següent fórmula:
m1 - m₂ = -2.5 log10 (L1 / L₂)
on m és la magnitud aparent i L és la lluminositat, per als estels 1 i 2.
En el seu honor es van nomenar l'asteroide (1830) Pogson i un cràter de la Lluna.